# Viktor von Styrcea

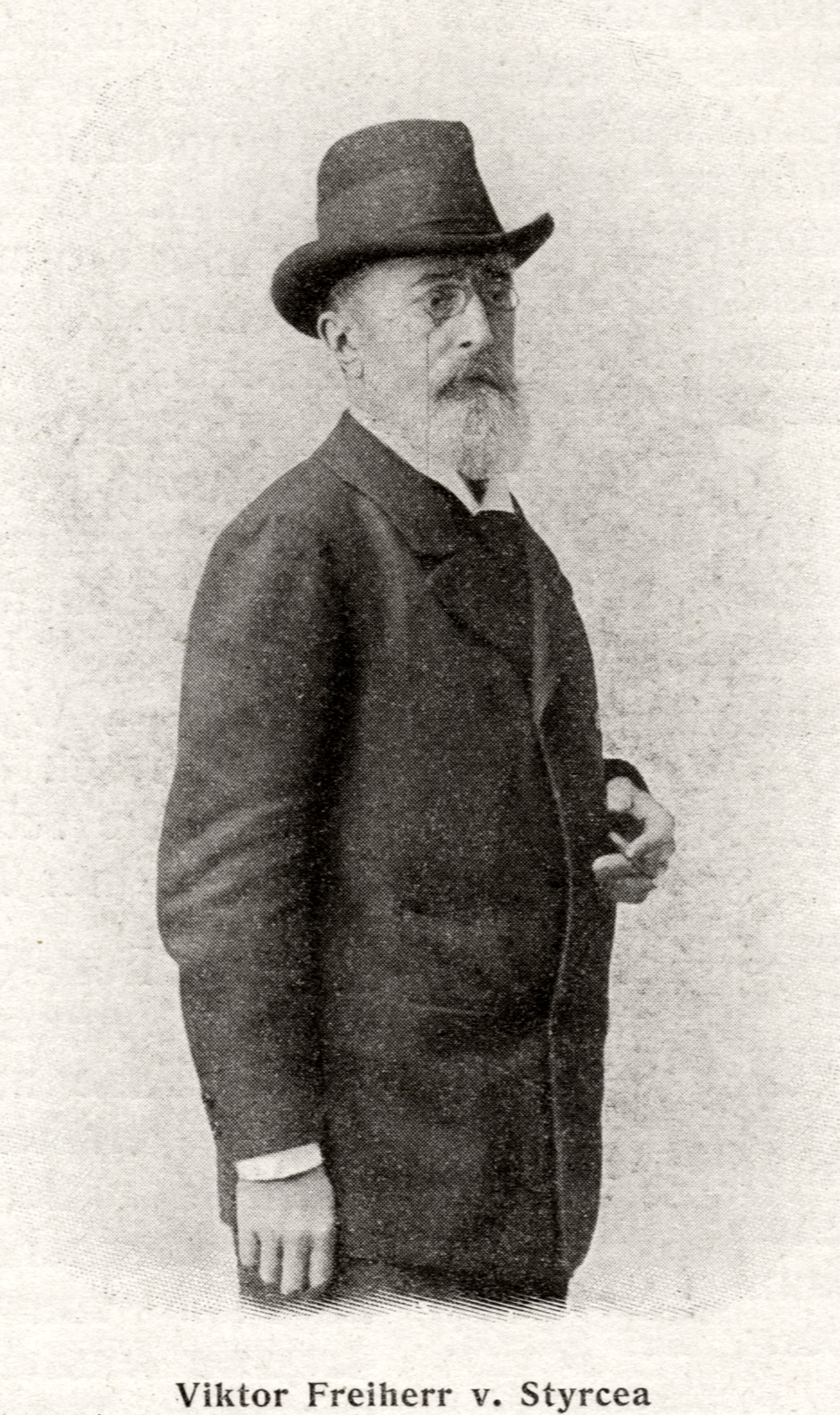
Viktor Freiherr von Styrcea

Viktor Freiherr von Styrcea (* 2. Februar 1839 in Krasna Ilski; † 10. Oktober 1908 in Czernowitz) war ein rumänischer Gutsbesitzer und österreichisch-ungarischer Politiker. Styrcea gehörte von 1870 bis 1898 verschiedenen Bukowinaer Landtagen an und war 1879–1894 Abgeordneter im Abgeordnetenhaus Cisleithaniens.

## Leben
Er wurde als Sohn des Gutsherrn und Ritters Emanuel (Emanoil) Styrzza aus dem Geschlecht der Styrcea geboren. Mit der Anerkennung des Freiherrnstandes 1880 änderte die Familie, einschließlich Viktors den Namen von Stryzza zu Styrcea. Er heiratete 1861 Pulcheria Freiin von Petrinò-Armis. Aus dieser Ehe gingen bis zum Tode seiner Ehefrau 1869 zwei Kinder hervor. 1892 heiratete er in zweiter Ehe Nina Wiesner.
Viktor von Styrzza besuchte zunächst das Gymnasium in Czernowitz und ab 1853 das Theresianum in Wien. Hiernach ging er 1853 bis 1858 auf die Theresianische Militärakademie in Wiener Neustadt. Er diente hiernach als Offizier und wurde 1860 als Oberleutnant verabschiedet. Hiernach zog er sich nach Czernowitz zurück und widmete sich der Verwaltung der Familiengüter in der Bukowina und in Rumänien.
Er gehörte 1870 bis 1873, 1874 bis 1875, und schließlich 1881 bis 1898 dem Bukowinaer Landtag an. Vom 7. Oktober 1879 bis zu seinem Rücktritt aus Gesundheitsgründen am 21. Dezember 1894 gehörte er während drei Legislaturperioden dem Abgeordnetenhaus der österreichischen Reichshälfte an. Styrcea gehörte in diesem Parlament zunächst dem Klub des rechten Zentrums an. Ab dem 14. Dezember 1882 war er Mitglied im Klub des liberalen Zentrums und ab 1885 wieder im Klub des rechten Zentrums. 1891 schloss er sich als Mitglied der Rumänischen Nationalpartei dem Klub der Konservativen an.
Neben der politischen Tätigkeit war Viktor von Styrcea von 1882 bis 1887 Präsident der Gesellschaft für rumänische Kultur und Literatur in der Bukowina und Präsident der Bukowinaer Landwirtschaftsgesellschaft.